# Tamba
Se procura a antiga província, consulte Província de Tanba
Tamba (丹波市 -shi) é uma cidade japonesa localizada na província de Hyogo.
Em 1 de Setembro de 2004 a cidade tinha uma população estimada em 71 518 habitantes e uma densidade populacional de 145 h/km². Tem uma área total de 493,28 km².
Recebeu o estatuto de cidade a 1 de Novembro de 2004.